# Mahan Air
Mahan Airlines, che opera sotto il nome di Mahan Air (in persiano: هواپیمایی ماهان, romanizzato: Havâpeymâye Mâhân) è una compagnia aerea iraniana di proprietà privata con sede a Teheran, Iran. Opera servizi di linea nazionali e voli internazionali in Estremo Oriente, Medio Oriente, Asia Centrale ed Europa.
Le sue basi principali sono l'aeroporto Internazionale di Teheran-Imam Khomeini e l'aeroporto Internazionale di Teheran-Mehrabad.

## Storia

### I primi sviluppi
Mahan Air è stata fondata nel 1991 come Full-Service Carrier (FSC) e ha iniziato ad operare nel giugno 1992 come prima compagnia aerea privata dell'Iran. Il nome di Mahan è preso dalla storica città di Mahan nella provincia di Kerman. La compagnia aerea è entrata a far parte della IATA nel 2001 ed è di proprietà del Mol-Al-Movahedin Charity Institute (100%).
Tre aerei passeggeri Airbus A300B4 vennero acquisiti nel 1999 e nel 2002 entrarono a far parte della flotta A310 e A320. Secondo l'Alta corte britannica, tre 747-400 vennero illegalmente prelevati da Mahan Air dal loro vero proprietario, Blue Sky Airlines, nel 2008, utilizzando fatture di vendita contraffatte. Quando gli venne ordinato di riportare l'aereo in Europa, Mahan affermò di non poterlo fare perché era indagato dalle autorità iraniane per frode e l'aereo doveva essere tenuto in Iran. La flotta ha subito un ampio ammodernamento dal 2006 in quanto Boeing 747-400, Airbus A300-600, Avro RJ-100 e Airbus A340-600 sono stati gradualmente acquisiti per consentire a Mahan Air di fornire capacità aggiuntiva alle sue attuali destinazioni, nonché estendendo la sua portata ad ulteriori destinazioni in tutto il mondo. La compagnia aerea ha iniziato le operazioni da Teheran a Shanghai nel 2011, Canton nel 2013 e Pechino nel 2014.
La compagnia aerea ha trasportato 5,4 milioni di passeggeri nel 2015 con un load factor medio del 77%. A metà 2015 aveva una flotta di 60 aeromobili, rendendola la più grande compagnia aerea in Iran in base al numero di posti e alle dimensioni della flotta. Operava servizi passeggeri di linea verso destinazioni internazionali in Europa, Estremo Oriente e Medio Oriente. Mahan Air dispone anche di un'ampia rete di rotte nazionali. La compagnia aerea ha avviato i servizi di Copenaghen e Parigi nella prima metà del 2016.

### Sviluppi dal 2011
Il 12 dicembre 2011, il Dipartimento del Tesoro degli Stati Uniti ha annunciato la designazione di Mahan Air come sostenitore materiale e di trasporto del terrorismo "per aver fornito supporto finanziario, materiale e tecnologico al Corpo delle Guardie Rivoluzionarie Islamiche-Forza Qods (IRGC-QF). a Teheran, Mahan Air fornisce trasporto, trasferimenti di fondi e servizi di viaggio del personale all'IRGC-QF".
Il 6 aprile 2016 è stato vietato a Mahan Air di sorvolare lo spazio aereo dell'Arabia Saudita.
Tra il 2015 e il 2018, Mahan Air ha notevolmente ampliato le sue operazioni e la sua flotta. Mahan Air si rivolge al traffico d'affari tra l'Asia, in particolare la Cina, e le destinazioni europee. Nel 2016, oltre a Germania e Danimarca, Mahan Air ha avviato il servizio per Milano e Atene, e a Barcellona l'anno successivo. Ha operato fino a 15 voli settimanali per la Cina fino alla fine del 2018.
Durante la crisi presidenziale venezuelana, Mahan Air ha lanciato la sua rotta diretta Caracas-Teheran nell'aprile 2019.
Nel gennaio 2019, il governo tedesco ha vietato a Mahan Air di atterrare in Germania, dove in precedenza serviva l'aeroporto di Monaco e l'aeroporto di Düsseldorf, citando il coinvolgimento di Mahan in Siria e problemi di sicurezza. La Francia ha imposto lo stesso divieto il 25 marzo 2019 e Mahan Air è stata costretta a cancellare il suo servizio quadrimestrale per Parigi.
Il 1º novembre 2019, anche il governo italiano ha annunciato che il Paese avrebbe vietato i voli a Mahan Air dal 15 dicembre 2019. La mossa è arrivata dopo la visita del Segretario di Stato americano Mike Pompeo a Roma, durante la quale ha invitato i funzionari italiani a togliere i permessi alle compagnie aeree iraniane di utilizzare lo spazio aereo italiano. Le restanti destinazioni all'interno dell'Unione Europea erano state da allora Barcellona e stagionalmente anche Atene e Varna. Tuttavia, nell'aprile 2020 la compagnia aerea ha perso i suoi diritti di traffico anche verso la Spagna.

### Ruolo nella pandemia di COVID-19
Secondo la BBC, dopo che l'Iran ha ufficialmente sospeso tutti i voli da e per la Cina, Mahan Air ha continuato a volare in Cina e altrove a febbraio e marzo.
I dati di arrivi e partenze dall'imam Khomeini di Teheran e dagli aeroporti cinesi mostrano che i voli sono continuati fino a marzo. Un volo del 5 febbraio ha trasportato i restanti studenti iracheni da Wuhan a Baghdad mentre un volo del 6 febbraio ha riportato 70 studenti iraniani da Wuhan a Teheran.
Mahan Air ha affermato di aver interrotto tutti i voli dalla Cina dopo che un giornale studentesco iraniano ha criticato il volo del 6 febbraio. Ma i dati del tracker di volo commerciale Flightradar24 hanno mostrato altri 55 voli da Pechino, Shanghai, Canton e Shenzhen, durati fino al 23 febbraio (quando l'Iran aveva 43 casi confermati di COVID-19). L'indagine della BBC ha stabilito che i primi casi di COVID-19 in Libano hanno avuto origine sui voli Mahan Air.
Gli aerei che andavano a Teheran dalla Cina proseguivano poi per Barcellona, Dubai, Kuala Lumpur e Istanbul. Dal 6 febbraio al 31 marzo, un totale di 37 voli è andato a Dubai, 19 in Turchia, 12 in Malesia, 8 in Siria e 6 in Thailandia. Gli equipaggi hanno espresso preoccupazione per la mancanza di dispositivi di protezione individuale (DPI) e misure di contenimento sugli aerei, ma sono stati messi a tacere dalla compagnia. Mahan Air ha affermato che stava inviando aiuti umanitari in Cina e che nessuno era un volo per trasporto di passeggeri.
I dati mostrano che sebbene sei voli siano stati usati per gli aiuti, altri quattro sono stati usati per evacuare cittadini iraniani dalla Cina, e ci sono stati un totale di 157 voli aggiuntivi con la Cina dal 6 febbraio al 31 marzo.

## Destinazioni
Al 2022 Mahan Air opera servizi di linea verso destinazioni nazionali e internazionali in Asia e Africa. Mahan Air non è autorizzata a operare voli in Europa poiché è stata inserita nella lista nera. A Mahan Air è inoltre attualmente vietato entrare negli Stati Uniti, Canada, e Israele, a causa della lista nera e delle sanzioni contro l'Iran, poiché la compagnia è stata accusata di terrorismo contro gli Stati Uniti e i suoi alleati poiché accusata di trasportare armi ed esplosivi per Venezuela, Russia, Cina, Corea del Nord, Yemen, Siria e la Guardia Rivoluzionaria Iraniana e le sue divisioni.

## Flotta

### Flotta attuale

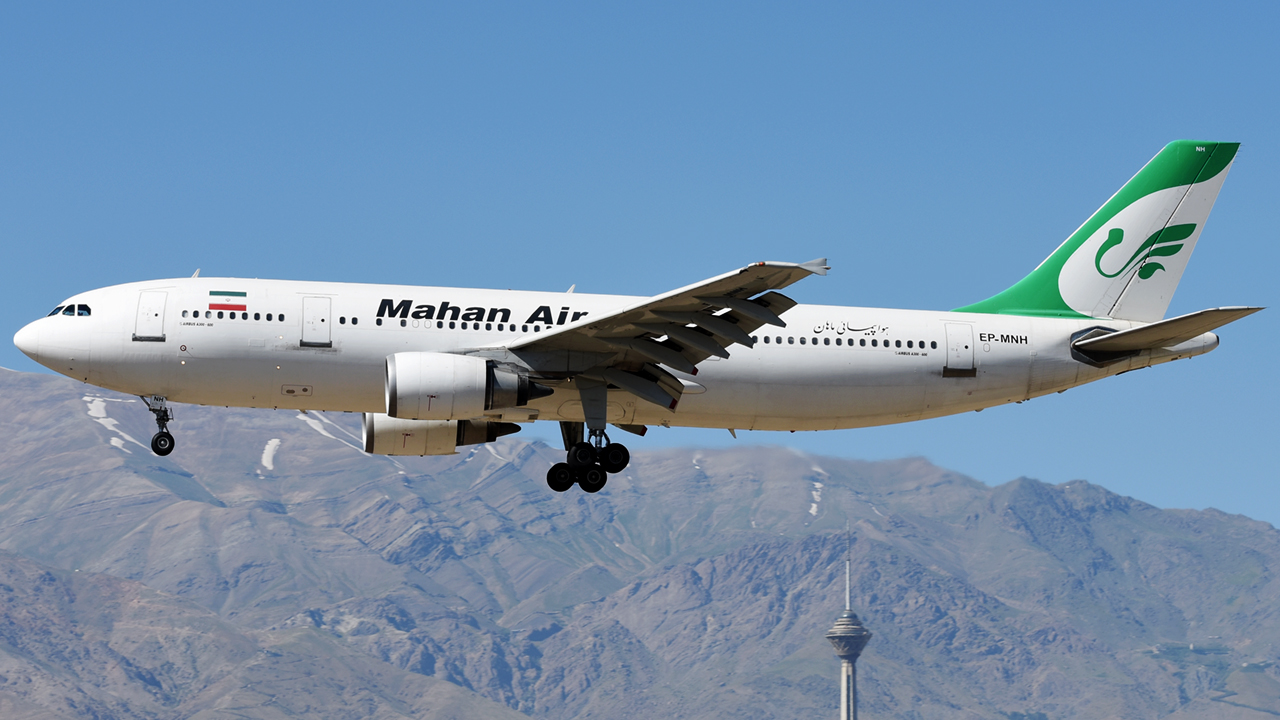
Un Airbus A300-600.

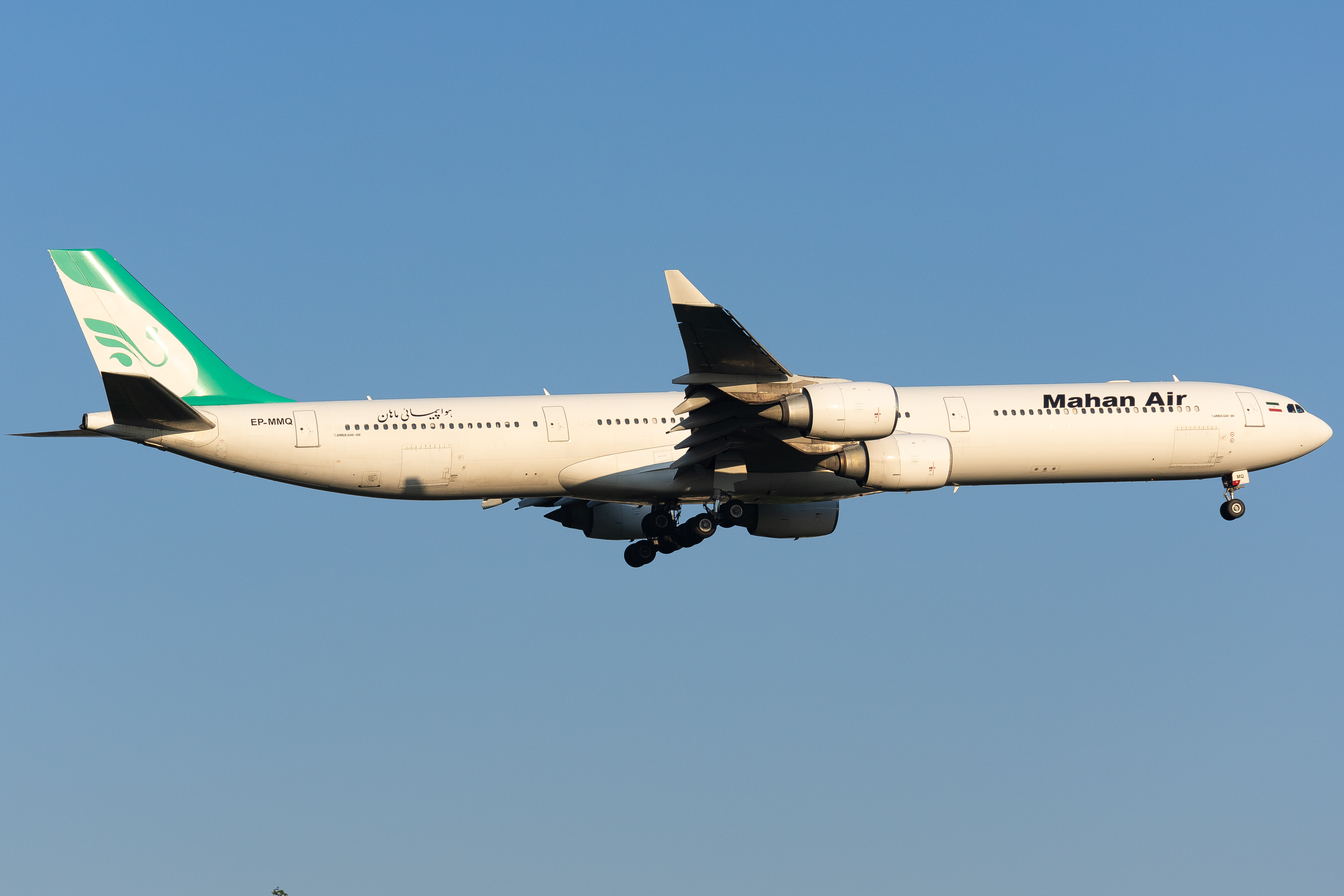
Un Airbus A340-600.

A maggio 2025 la flotta di Mahan Air è così composta:

### Flotta storica
Mahan Air operava in precedenza con i seguenti aeromobili:

## Incidenti
- Il 15 ottobre 2015, un Boeing 747-300, marche EP-MNE, subì un guasto non controllato al motore n.3. Alcune parti del motore finirono contro il motore n.4 e la fusoliera, danneggiandola. Tre dei quattro sistemi idraulici si guastarono a causa dei detriti del motore. I piloti riuscirono a effettuare un atterraggio di emergenza a Teheran. Nessuno rimase ferito; l'aereo venne in seguito riparato.[33]
- Il 19 giugno 2016, un British Aerospace 146-300, marche EP-MOF, uscì di pista durante l'atterraggio a Khark. Nessuno rimase ferito; l'aereo venne in seguito demolito poiché non riparabile.[34]